# Welch (Virginie-Occidentale)
Pour les articles homonymes, voir Welch.
La ville de Welch est le siège du comté de McDowell, situé dans l’État de Virginie-Occidentale, aux États-Unis. Sa population s’élevait à 2 406 habitants lors du recensement de 2010, estimée à 1 740 habitants en 2017.

## Histoire
La ville est nommée en l'honneur du capitaine Isaiah A. Welch.

## Démographie
| Groupe            | Welch | Virginie-Occidentale | États-Unis |
| ----------------- | ----- | -------------------- | ---------- |
| Blancs            | 84,5  | 93,9                 | 72,4       |
| Noirs             | 13,3  | 3,4                  | 12,6       |
| Métis             | 2,0   | 1,5                  | 2,9        |
| Autres            | 0,2   | 1,2                  | 12,6       |
| Total             | 100   | 100                  | 100        |
|                   |       |                      |            |
| Latino-Américains | 0,8   | 1,2                  | 16,7       |

Selon l’American Community Survey, pour la période 2011-2015, 90,80 % de la population âgée de plus de 5 ans déclare parler l'anglais à la maison, 8,44 % déclare parler l'espagnol et 0,76 % une autre langue.